# Royal Military School of Music "Kneller Hall"

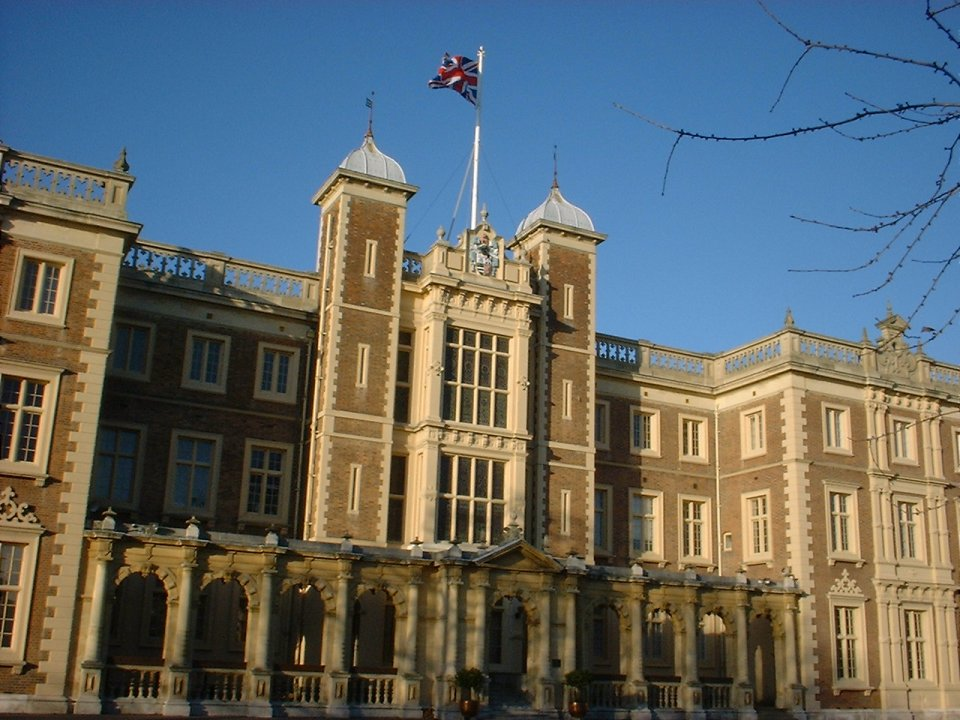
Royal Military School of Music "Kneller Hall"

De Royal Military School of Music (RMSM) is een school in de Londense buitenwijk Twickenham voor muzikanten en dirigenten van het Britse leger en zijn 29 militaire muziekkapellen. Het is een afdeling van het in 1994 opgerichte Corps of Army Music. De school is gevestigd in Kneller Hall, dat ooit het landhuis van de koninklijke portretschilder Godfrey Kneller was, en dat na een brand in 1848 is herbouwd.

## Geschiedenis
De Royal Military School of Music werd in 1857 opgericht op instigatie van George van Cambridge, een neef van koningin Victoria van het Verenigd Koninkrijk en opperbevelhebber van het Britse leger. Gedurende de Krimoorlog was hij te gast bij een parade in Scutari, die werd gehouden ter gelegenheid van de verjaardag van de Britse koningin. De ongeveer twintig Britse militaire militaire kapellen die aan de parade deelnamen zouden gezamenlijk het Britse volkslied uitvoerden. Het was destijds gebruikelijk dat de regimenten voor hun kapellen civiele kapelmeesters inhuurden, die ieder voor zich de vrije hand hadden zowel inzake de instrumentatie van de kapel als de arrangementen. Toen elke muziekkapel tegelijkertijd het God Save the Queen in verschillende bezettingen, toonhoogte, arrangementen en toonsoorten speelde, was het resultaat een pijnlijke en vernederende kakofonie. De hertog besloot dat er bij de legermuziek van enige standaardisatie sprake zou moeten zijn en richtte de Royal Military School of Music op, met Henry Schallehn, die tevens eerste artistieke directeur van het Crystal Palace werd, als commandant.

## Tegenwoordige bestemming / Museum
De school staat open voor vrouwen en mannen die zich verplicht hebben minimaal vier jaar in het Britse leger te dienen. Het Corps of Army Music is de grootste werkgever (rond 1100 muzikanten) voor muzikanten in het Verenigd Koninkrijk. De muziek, die wordt onderwezen en uitgevoerd blijft niet beperkt tot marsmuziek maar omvat ook jazz, swing, populaire muziek, barok, symfonische muziek en operamuziek.

Het Royal Military School of Music Museum bezit een collectie muziekinstrumenten, bladmuziek, documenten, manuscripten, schilderijen en uniformen die de geschiedenis van de Britse militaire muziek weerspiegelt. Op afspraak is het open voor het publiek.